# Nicolas Leroy du Mé
Nicolas Leroy, seigneur du Mé, né à Saint-Germer-de-Fly à une date inconnue et mort au Havre au printemps 1655, est un officier de marine français du début du XVIIe siècle.

## Biographie
Nicolas Leroy, seigneur du Mé nait à Saint-Germer-de-Fly, dans l'évêché de Beauvais (Oise).
Il fait toute sa carrière dans la Marine. Un des capitaines du « périple aventureux » de 1618, commandant la Sainte Suzanne, navire de 30 tonneaux, un des quatre bâtiments de l'expédition de 1618, se nomme « capitaine du Mais ». Il rentre en France après un arrêt à Sainte-Lucie en février 1619.
En 1621, il porte à Québec des lettres de Louis XIII. En 1629, il est vice-amiral de l'escadre de six navires de guerre commandée par François de Rotondy, écuyer, seigneur de Cahusac, qui va porter secours aux Français de la toute jeune colonie de Saint-Christophe. Il commande L'Intendant à la bataille de l'Anse-aux-Papillons. Leroy du Mé avait fait construire, à Dieppe, cinq des vaisseaux de cette flotte, ayant racheté le 8 mars 1627 le marché passé par Jacques Soulas, marchand à Dieppe, avec le cardinal de Richelieu. En 1635, il est appelé par Richelieu pour être capitaine en la marine ; en 1644, il reçoit une commission de chef d'escadre et est nommé chef d'escadre de Guyenne puis de Normandie. Il passe la fin de sa vie au Havre où il est inhumé le 17 avril 1655 (paroisse Saint-François).
Son fils Nicolas Le Roy, sieur du Mé et d'Aplemont, seigneur et patron de Saint-Laurent de Brévédent et d'Ecquetot en la Vicomté de Montivilliers, sert comme capitaine des vaisseaux du Roi de 1647 à 1668. En considération de ses services, il reçoit des lettres de noblesse datées de La Fère en août 1656, confirmées par d'autres lettres à Saint-Germain-en-Laye en février 1668.

### Sources et bibliographie
- Philippe Barrey, Les origines de la colonisation française aux Antilles : la compagnie des Indes occidentales, H. Micaux, Société havraise d'études diverses, 1918, 224 p.